# 斯特凡·金
斯特凡·金（德語：Stefan Küng，1993年11月16日—），瑞士男子自行车运动员，2013年世界场地自行车锦标赛男子个人追逐赛铜牌得主、2014年世界场地自行车锦标赛男子个人追逐赛银牌得主、2015年世界场地自行车锦标赛男子个人追逐赛金牌得主。